# 洛祖瓦塔 (文尼察州)
洛祖瓦塔（羅馬化：Lozuvata）是烏克蘭西部文尼察州文尼察區利波韋茨市鎮的村莊，始建於1600年，面積3.09平方公里，海拔高度263米，2001年人口561，人口密度每平方公里181.73人。